# Schlacht auf dem Ager Sanguinis
Die Schlacht auf dem Ager Sanguinis, auch bekannt als Schlacht auf dem Blutfeld oder Schlacht von Sarmeda, fand am 28. Juni 1119 zwischen dem Fürstentum Antiochia und dem muslimischen Herrscher von Aleppo statt.

## Hintergrund
Antiochia und die anderen Kreuzfahrerstaaten waren ständig im Krieg mit den islamischen Staaten in Nordsyrien und der Dschazīra, vor allem mit Aleppo und Mosul. Als Radwan von Aleppo 1113 starb, schloss sich eine Zeit des Friedens an, die wenigstens einige Jahre dauerte. Roger von Salerno, der Regent von Antiochia für Bohemund II., griff Aleppo trotz der dortigen ungeklärten Thronfolge und der damit verbundenen Schwächung nicht an; auch Balduin II. von Edessa und Pons von Tripolis verfolgten ihre eigenen Interessen und verzichteten auf ein mögliches Bündnis mit Roger gegen Aleppo.

## Die Schlacht
1117 kam Aleppo unter die Herrschaft des Atabegs Ilghazi aus dem Haus der Ortoqiden. 1118 eroberte Roger Azaz, wodurch Aleppo für Angriffe der Christen offen lag. Im Gegenzug fiel Ilghazi 1119 in Antiochia ein. Roger rief Balduin, jetzt König von Jerusalem, und Pons zur Hilfe, war aber der Ansicht, auf ihre Ankunft nicht warten zu können und zog mit seinem Heer gegen Ilghazi. Dieser wartete zunächst ebenfalls auf Unterstützung, in seinem Fall von Tugtakin von Damaskus, zog dann aber doch der heranrückenden christlichen Armee entgegen und ließ Rogers Lager am Sarmeda-Pass in der Nacht zum 27. Juni umstellen. Rogers Truppen, rund 700 Ritter und 3000 Fußsoldaten, wurden am Morgen des 28. Juni praktisch vollständig vernichtet. Nur ein kleines Kontingent von weniger als hundert Berittenen brach zu Beginn der Schlacht aus der Umklammerung aus und konnte nach Antiochia fliehen. Roger selbst wurde getötet; auch die fränkischen Gefangenen wurden nach der Schlacht größtenteils niedergemacht. Einem kleinen Trupp unter Reinald Mansoer gelang es während der Schlacht, den Ort Sarmeda in der Ebene zu erreichen und zunächst zu entkommen. Er ergab sich wenig später dem siegreichen turkmenischen Heerführer und wurde selbst am Leben gelassen, seine Leute jedoch ebenfalls ermordet.
Der Schlachtverlauf bewies, dass die syrischen Muslime eine Kreuzfahrerarmee ohne seldschukische Hilfe schlagen konnten. Der Ort der Niederlage wurde von den Franken aufgrund der schrecklichen Verluste ager sanguinis (lateinisch „Blutfeld“) genannt.

## Folgen
Obwohl Antiochia nun im Wesentlichen schutzlos war, sah Ilghazi von einem Angriff auf das Fürstentum ab. Am 14. August unterlag er den von Balduin II. und Pons angeführten Kreuzfahrern. Balduin übernahm die Regentschaft in Antiochia, das durch diese Niederlage stark geschwächt war und in der folgenden Dekade Opfer wiederholter Angriffe der Muslims wurde. Ein Ergebnis der Niederlage war, dass das Fürstentum unter den Einfluss des Byzantinischen Reichs kam.
Die Kreuzritter gewannen sechs Jahre später durch ihren Sieg in der Schlacht von Azaz ihren Einfluss in Syrien teilweise wieder zurück.